# Drama (singolo)
Drama è un singolo di debutto spagnolo della cantautrice multilingue Janalynn Castelino, pubblicato il 20 settembre 2024.  Il video musicale ufficiale è stato presentato in anteprima il 18 ottobre 2024 sul canale YouTube ufficiale del cantante.

## Descrizione
Janalynn ha fatto il suo debutto in lingua spagnola con il singolo pop "Drama". Prodotto nel genere pop latino, il testo è stato ispirato dall'espressione personale delle emozioni di Castelino in una relazione. La canzone è stata concettualizzata sul tema del "lasciar andare il dramma emotivo".

## Video musicale
Il video musicale ufficiale per accompagnare l'uscita di Drama, è stato pubblicato per la prima volta il 18 ottobre 2024 tramite il canale YouTube di Castelino.